# Absolute Obedience
Zettai Fukujuu Meirei (яп. 絶対服従命令), лицензированная под названием Absolute Obedience, — одна из первых компьютерных BL-игр, официально изданных в английском переводе. Действие происходит в послевоенной ФРГ.
По жанру игра является «визуальным романом», то есть игрок видит перед собой статичные иллюстрации, сопровождающиеся текстовым описанием, и изредка делает выбор, который влияет не на сюжетную линию, а на концовку. Игрок может выбрать одного из двух главных героев для прохождения миссий. Каждому персонажу назначено 6 миссий. Каждая имеет 4 разные концовки. Чтобы получить «счастливый конец» всей игры, игрок должен принимать верные решения в определенном порядке.
Absolute Obedience была выпущена в США компанией JAST USA.